# ホネガイ

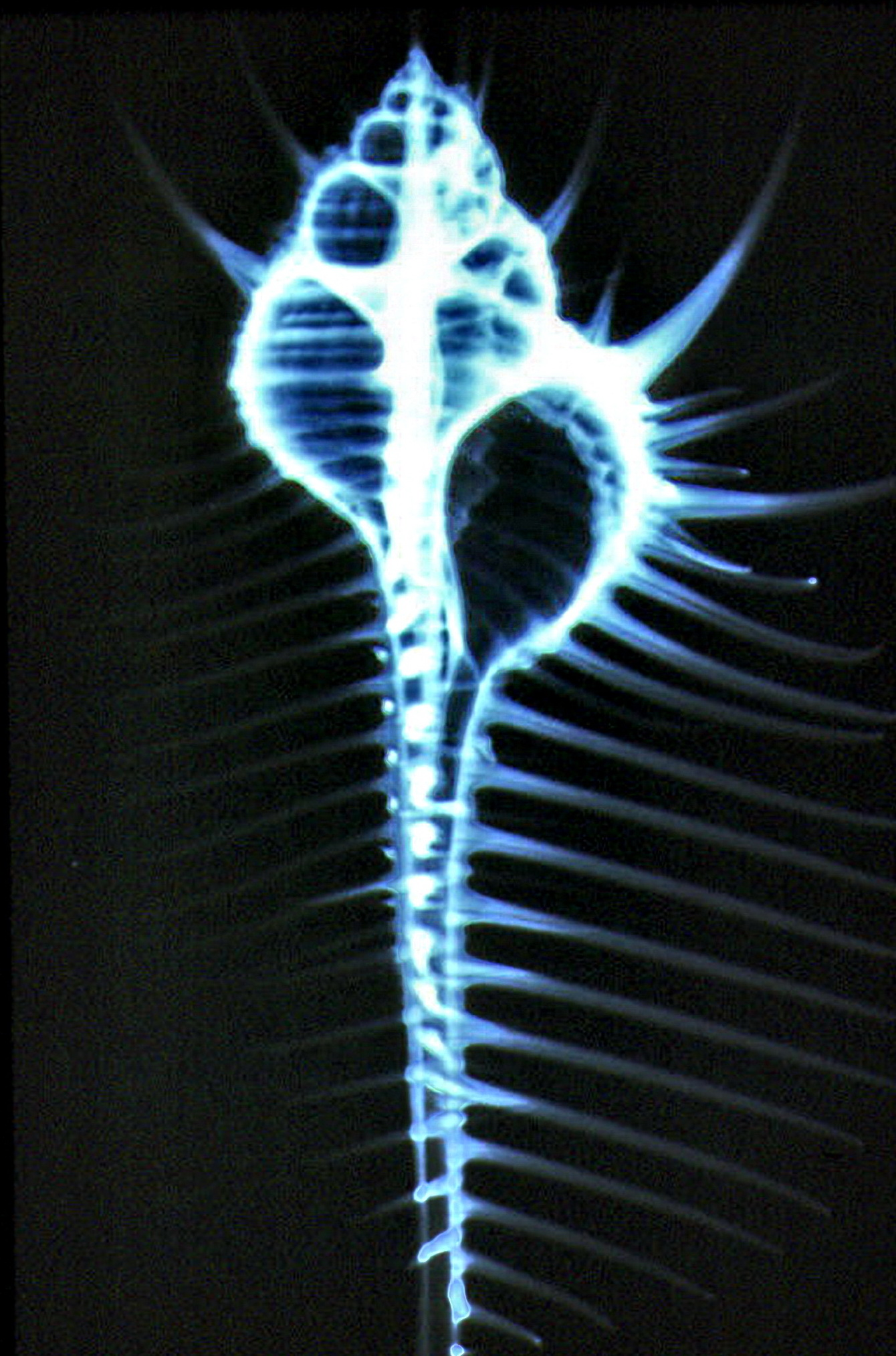
X-ray image of the shell of Murex pecten, anterior end downwards.

ホネガイ （骨貝、Murex pecten（Venus comb）とは、アッキガイ科の巻貝の一種である。他の貝を捕食する肉食の貝で、前水管溝が棘状に長く発達して、魚の骨格を連想するところから、この和名で呼ばれる。棘は外套膜縁に一列に形成され、成長に伴い回転して背面の棘となる。120度毎に棘が形成されて、二つ前に形成した成長の妨げとなる棘を、自分で切断する。

## 棲息域･生態など
インド太平洋、熱帯西太平洋、房総半島以南の水深20～50メートルの砂底に棲息。二枚貝などを捕らえてヤスリ状の舌で貝殻に穴を開けて中身を食べる。

## 文化
古代フェニキアでは、メルカルト神（ヘラクレス）が犬を従えて海岸を歩いている時、犬がホネガイに噛みつき、その口がきれいな紫色に染まった。メルカルトはそれを見て喜び、布を染めて王妃に贈ったという伝説がある。この色合いの紫をロイヤルパープルといい、貝紫というのは、アッキガイ科の貝に由来している。
ホネガイの近縁であるアクキガイ科のシリアツブリガイの分泌液は、酸化されると安定した紫の色素となる。
古代フェニキア人は、それを応用して、王族や議員用の高級布地を紫色に染色する技術を持っていた。貝紫で染めた布地は交易品として珍重され、染色の技術がティルスを中心として地中海一帯の植民地に広がった。フェニキア人の居住地の遺跡のそばではこの種の貝塚がたまに見つかる。
日本においては和歌山では、ホネガイの殻に魔よけの力があるとして軒先に吊るした。